# Rob Teuwen
Rob Teuwen (Mol, 9 januari 1987) is een Vlaams acteur. Bij het grote publiek is hij vooral bekend als Billie Coppens in F.C. De Kampioenen. 

## Biografie

### Televisie
Hij was vooral bekend om zijn rol van Billie Coppens in F.C. De Kampioenen. Daar speelde hij sinds seizoen 13 de zoon van Doortje Van Hoeck en haar ex-man Pico Coppens. In oktober 2008 werd bekendgemaakt dat hij niet meer zou meespelen in de nieuwe reeks (reeks 19).
Na 12 jaar maakt hij eind 2020 opnieuw zijn opwachting als Billie Coppens in de kerstspecial van de F.C. De Kampioenen. Hij keert terug uit de Verenigde Staten als kerstcadeau van Pol voor Doortje. Daar werkte hij als lid van de Chippendales.
In 2001 was hij een van de twee kinderen in een Plopsa-muziekspecial.
In 2006 was hij een van de dertien deelnemers aan het televisieprogramma Steracteur Sterartiest. Hij eindigde op de tiende plaats. Daar was zijn goede doel de Make-A-Wish Foundation.
Vanaf 21 december 2009 presenteerde Teuwen samen met Timo Descamps het programma VT4 Kids. Hierin praatten beiden de cartoons aan elkaar.

### Musical en theater
Teuwen speelde ook in tal van musicals. Hij vertolkte de hoofdrol in de musical Pinokkio en speelde de Kleine Robin in Robin Hood. Ook was hij de Kleine Jonathan in Doornroosje, Zorrino in Kuifje: De Zonnetempel en het spookje Laster in Suske & Wiske: De Spokenjagers.
Vanaf december 2006 kon men hem zien als Elf in het theaterstuk Karel en de Kikker.
Hij speelde ook in januari, februari en maart 2007 de rol van Joannes Van Praet in het theaterstuk Leve de jongens, een theaterstuk van Theater Ootello, dat zich afspeelt in de Molse geschiedenis.

### Stemacteur
Voor het grote scherm leende hij zijn stem aan de Vlaamse versie van de vijf Harry Potter-films en Spy Kids I. Rob sprak de teksten in van Leo Jordaan, Korzel en Kwast en Simon Filister uit Harry Potter. In Spy Kids I gaf hij klank aan de stem van Juni.
Teuwen verleent ook sinds 2006 zijn stem aan tekenfilms. Vanaf 2006 was hij te horen als Elias in de gelijknamige tekenfilmreeks. Een jaar later vertolkte hij de stem van Vinnie in de tekenfilmreeks I got a rocket.
Ook verleent hij zijn stem aan reclamespotjes voor onder andere Brussels Airport en Universiteit Hasselt.
In maart 2008 begon hij samen met Véronique Leysen en Daphne Paelinck aan een tournee door Vlaanderen. Zij begeleidden samen het evenement "De Droombrigade". Hierbij moesten kinderen door middel van zeven opdrachten hun dromen uit een gesloten koffer halen.

### Filmografie
- F.C. De Kampioenen Kerstspecial (2020) - als Billie Coppens
- Crimi Clowns (2014) - als Arno
- Het perfecte plaatje (2010) - als zichzelf
- Steracteur Sterartiest (2006) - als zichzelf
- Willy's en Marjetten (2006)
- F.C. De Kampioenen (2002-2008) - als Billie Coppens

## Privé
In oktober 2013 werd Teuwen vader van zijn eerste dochter. In april 2016 werd zijn tweede dochter geboren. Hij woont samen met zijn vriendin en twee dochters in Dessel.

## Trivia
- In zijn vrije tijd zingt Teuwen bij Aeryn Sun, een rockbandje dat hij samen met vrienden heeft. Daarnaast speelt hij gitaar en is hij een vogelaar.
- In 2005 en 2006 was Teuwen voor de Standaard Uitgeverij het gezicht van Suske tijdens de Radio 2-tournee, de Suske & Wiske Fandag in Bokrijk, het wetenschapsfeest in Gent en de boekenbeurs van 2006.